# Klaus Steinitz

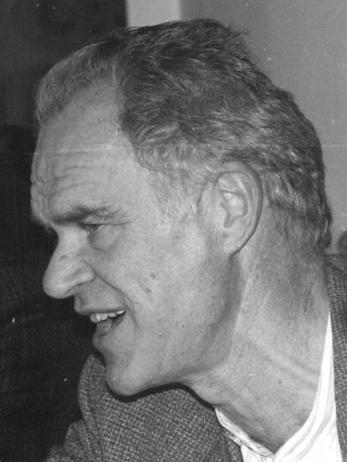
Klaus Steinitz, 1990

Klaus Steinitz (* 12. November 1932 in Berlin) ist ein deutscher Wirtschaftswissenschaftler (Akademie der Wissenschaften der DDR) und ehemaliger Politiker (PDS).

## Leben
Klaus Steinitz’ Vater ist der Linguist und Volkskundler Wolfgang Steinitz. 1934 emigrierte die Familie in die Sowjetunion und 1937 nach Schweden. Ab 1947 besuchte er die Oberschule in Berlin. Er legte 1951 sein Abitur ab und studierte von 1951 bis 1955 an der Hochschule für Ökonomie Berlin. Von 1956 bis 1959 war er als wissenschaftlicher Assistent und Oberassistent an dieser Hochschule tätig. Steinitz promovierte 1959 zum Dr. rer. oec. Von 1960 bis 1963 war er Dozent und Leiter der Abteilung Politische Ökonomie des Sozialismus. 1963 habilitierte er an der Universität Leipzig zum Thema Die Faktoren des Wachstums der sozialistischen Produktion und ihre Wirkung in der Industrie der Deutschen Demokratischen Republik. Anschließend wurde er Mitarbeiter der Staatlichen Plankommission der DDR am Ökonomischen Forschungsinstitut der Staatlichen Plankommission, dann bis 1971 als Leiter der Abteilung Prognose, 1971 bis 1979 als Leiter der Hauptabteilung Wissenschaft und Bildung. 1969 wurde er zum Professor ernannt.
1980 bis 1989 war er stellvertretender Direktor des Zentralinstituts für Wirtschaftswissenschaften der Akademie der Wissenschaften der DDR, 1989 wurde er korrespondierendes Mitglied der Akademie der Wissenschaften der DDR.
Von 1990 bis 1993 war er Mitglied des Parteivorstandes der Partei des Demokratischen Sozialismus (PDS), von März bis Oktober 1990 Abgeordneter der ersten frei gewählten Volkskammer der DDR und vom Oktober bis Dezember 1990 Abgeordneter des Deutschen Bundestages.
Steinitz ist seit deren Gründung 1993 Mitglied der Leibniz-Sozietät der Wissenschaften zu Berlin. Er war 2005 bis 2011 Vorsitzender und ist Mitglied des Kuratoriums des Vereins „Helle Panke“ (Landesstiftung Berlin der Rosa-Luxemburg-Stiftung).

## Auszeichnungen
- 1976 Vaterländischer Verdienstorden in Bronze[3]
- 1988 Nationalpreis III. Klasse für Wissenschaft und Technik[4]

## Schriften (Auswahl)
- Neue Bedingungen des Wirtschaftswachstums in den 80er Jahren, Verlag Die Wirtschaft, Berlin 1982.
- Vom Umbruch zum Aufbruch? Wirtschaftspolitik: Bilanz, Fragen, Vorschläge für die PDS, 1991.
- Chancen für eine alternative Entwicklung: linke Wirtschaftspolitik heute, VSA-Verlag, Hamburg 2005.
- Klaus Steinitz, Wolfgang Kaschuba (Hrsg.): Wolfgang Steinitz. Ich hatte unwahrscheinliches Glück. Ein Leben zwischen Wissenschaft und Politik. Berlin (Karl Dietz) 2006, ISBN 3-320-02905-3.
- Das Scheitern des Realsozialismus: Schlussfolgerungen für die Linke im 21. Jahrhundert, VSA-Verlag, Hamburg 2007.
- mit Dieter Walter: Plan-Markt-Demokratie, Prognose und langfristige Planung in der DDR - Schlussfolgerungen für morgen, VSA, Hamburg, 2014, ISBN 978-3-89965-607-7.
- mit Joachim Bischoff: Götterdämmerung des Kapitalismus? Eine Flugschrift, VSA-Verlag, Hamburg 2016, ISBN 978-3-89965-693-0.
- Zukunftsfähiger Sozialismus im 21. Jahrhundert, VSA-Verlag, Hamburg 2018, ISBN 978-3-89965-837-8 (PDF des Buches fei verfügbar auf vsa-verlag.de).
- Aus Erfahrungen lernen – Damit Sozialismus wieder zu einer realen Alternative wird, Supplement der Zeitschrift Sozialismus, Heft 12/2019, ISBN 978-3-96488-047-5.